# Miss Mundo 1996

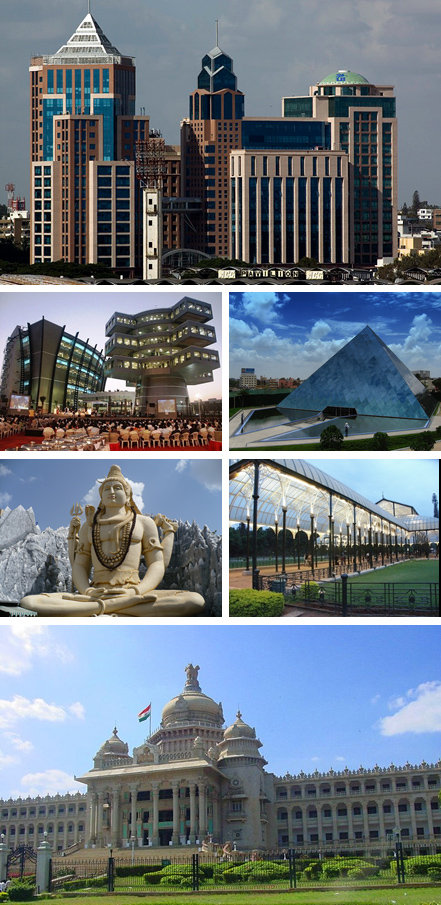
Fotos montagens de Bangalore, Índia, onde aconteceu o 46o Miss Mundo

O 46º Concurso Miss Mundo aconteceu no dia 22 de novembro de 1996 em Bangalore, Índia. Foram 88 participantes e a vencedora foi Irene Skliva, da Grécia.